# Seguda

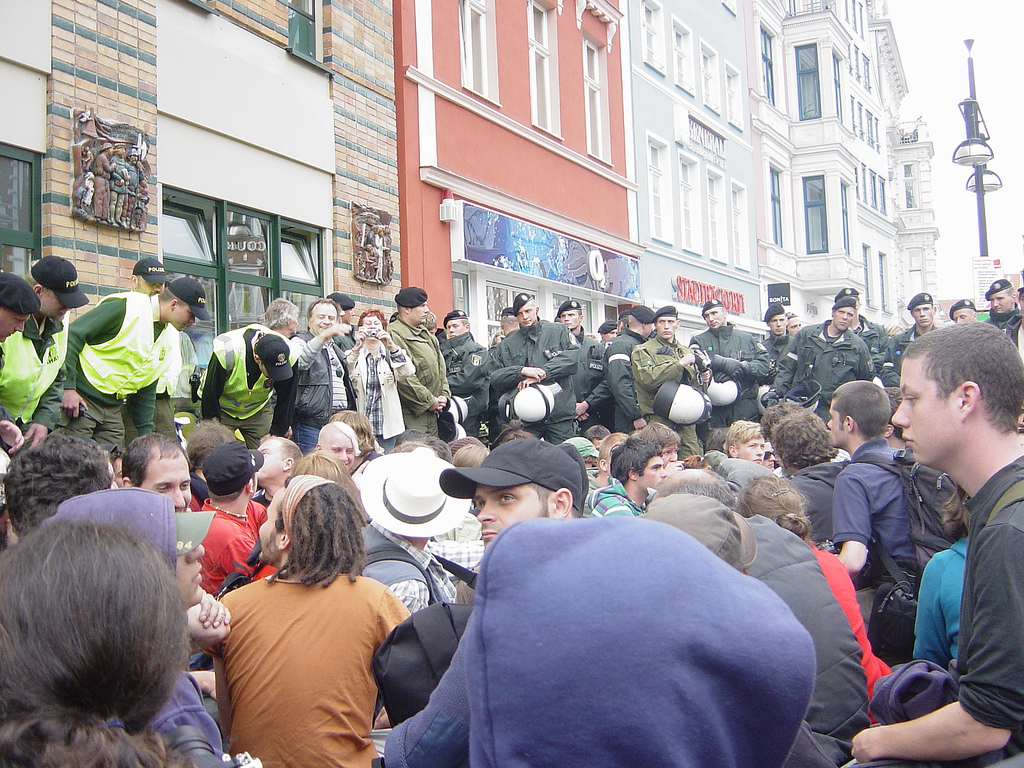
Seguda a Rostock protestant contra la reunió del G-8

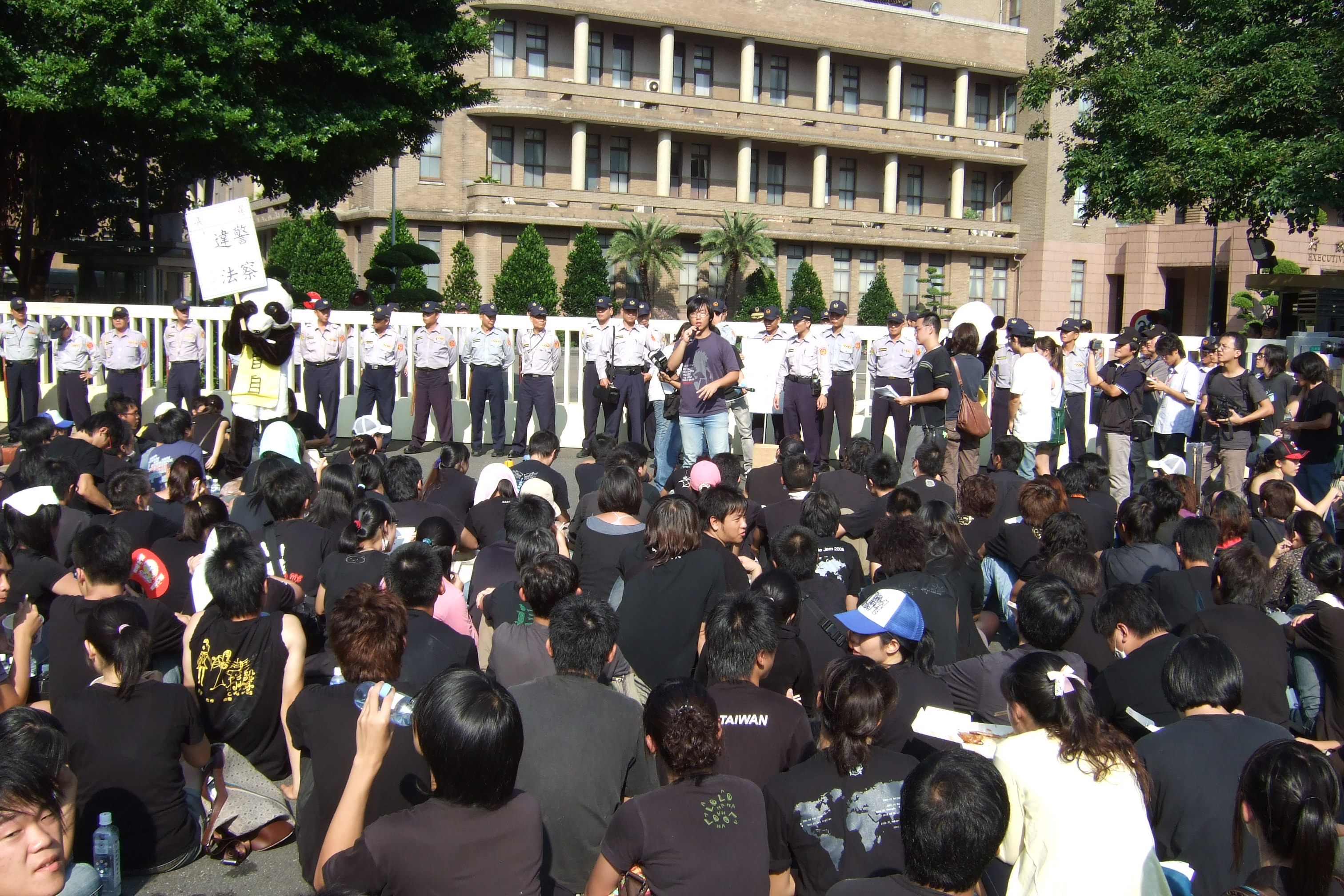
Seguda davant de l'executiu de Taiwan

Una seguda o assentada és una forma de protesta que consisteix a asseure’s a terra en un edifici o en un lloc públics en senyal de protesta.

## Procés
En una seguda, els manifestants romanen fins que són desallotjats, en general per la força, o detinguts, o fins que les seves peticions s'han complert. Les segudes han estat històricament una forma de gran èxit de la protesta, ja que causa una interrupció que crida l'atenció a la causa dels manifestants. Es tracta d'una manera no-violenta d'impedir el pas amb eficàcia per una àrea o empresa. El trasllat forçós dels manifestants, i de vegades l'ús de la violència contra ells, sovint desperta la simpatia del públic, augmentant les possibilitats dels manifestants arribar a la seva meta.
Martin Luther King va ser arrestat en una seguda, restant empresonat durant 4 mesos. Un seguda és semblant a una vaga de braços caiguts. No obstant això, mentre que una seguda inclou els manifestants, una vaga de braços caiguts consisteix en una vaga en què els treballadors ocupen la zona en què es treballa i es nega a deixar-la, de forma que no puguin ocupar aquell lloc amb esquirols. La vaga de braços caiguts va ser el precursor de la seguda.

## Història
Les segudes van ser àmpliament emprades per Mohandas Gandhi en les vagues de Sud-àfrica. Ell va poder haver estat influenciat per la pràctica del Dharna (el dejuni realitzat davant de la casa d'una persona que havia contret un deute amb el qui feia el dejuni) de l'Índia.